# Спортивная аэробика на Универсиадах
Соревнования по спортивной аэробике проводились на летних Универсиадах один раз — в 2011 году, в рамках соревнований по гимнастике.

## Призёры соревнований
| Дисциплина                                      | Золото | Серебро | Бронза |
| ----------------------------------------------- | --- | --- | --- |
| Смешанные пары Отчёт (недоступная ссылка)       | КНР Хуан Цзиньсюань Тао Лэ | Россия Евгения Кудымова Максим Гринин | Италия Джулия Бьянки Эмануэле Пальюка |
| Трио Отчёт (недоступная ссылка)                 | Республика Корея · Ким Гён Тхэк · Ли Кюн Хо · Рю Джу Сон                                                                         | Россия · Александр Кондратичев · Кирилл Лобазнюк · Игорь Трушков | Румыния · Мирча Замфир · Валентин Мавродиняну · Петру Пориме-Толан                                                                               |
| Группа Отчёт (недоступная ссылка)               | Китай · Ван Цзычжо · Ли Лянфа · Лю Тяньбо · Лю Чао · Тао Лэ · Чэ Лэй                                                             | Россия · Данил Чаюн · Гарсеван Джаназян · Валерий Гусев · Александр Кондратичев · Кирилл Лобазнюк · Игорь Трушков                                                                    | Румыния · Андрея Богати · Мирча Замфир · Лаура-Андрея Кристаке · Анка-Клаудия Сурду · Петру Пориме-Толан                                         |
| Аэро-танцы Отчёт (недоступная ссылка)           | Китай · Ван Ян · Линь Цзиньсюань · Лю Чао · Тао Лэ · Хуан Цзиньсюань · Цзоу Цинь · Чжао Сытун · Чжэн Цзыя · Чэ Лэй · Шоу Миньчао | Румыния · Андрея Богати · Мирча Замфир · Лаура-Андрея Кристаке · Валентин Мавродиняну · Анка-Клаудия Сурду · Петру Пориме-Толан                                                      | Республика Корея · Ким Ён Со · Ким Сун Хо · Ли Кюн Хо · Ли Чон Ку · Рю Джу Сон · Сон Сун Гю · Хван Ын Чхан · Юн Кван Сок · Юн Тэ Хи · Юн Чан Иль |
| Аэро-стэп Отчёт (недоступная ссылка)            | Китай · Ван Ян · Линь Цзиньсюань · Сюй Фань · Хуан Цзиньсюань · Цзоу Цинь · Цяо Даянь · Чжао Сытун · Чжэн Цзыя · Шоу Миньчао     | Россия · Полина Амосёнок · Максим Гринин · Ольга Кислухина · Вероника Корнева · Анжела Короткова · Евгения Кудымова · Кирилл Лобазнюк · Дмитрий Сафонов · Данил Чаюн · Денис Шурупов | Республика Корея · Ким Чи Унь · Ли Са Лан · Сим Ми Хён · Син Хён Гён · Чо Е Рань · Чхве Ха Ныль                                                  |
| Командное первенство Отчёт (недоступная ссылка) | Китай · Румыния | Не присуждалась | Россия |

## Медальный зачёт
суммарно медали для страны во всех видах соревнований
| Место          | Страна           | Золото | Серебро | Бронза | Всего |
| -------------- | ---------------- | ------ | ------- | ------ | ----- |
| 1              | Китай            | 5      | 0       | 0      | 5     |
| 2              | Румыния          | 1      | 1       | 2      | 4     |
| 3              | Республика Корея | 1      | 0       | 2      | 3     |
| 4              | Россия           | 0      | 4       | 1      | 5     |
| 5              | Италия           | 0      | 0       | 1      | 1     |
| Всего стран: 5 | Всего стран: 5   | 7      | 5       | 6      | 18    |